# Soberana Plus
Soberana Plus, технічна назва FINLAY-FR-1A — кандидат на вакцину проти COVID-19, розроблений в кубинському науково-дослідному епідеміологічному інституті, відомому під назвою Інститут Фінлея.

## Медичне застосування
Вакцина «Soberana Plus» використовувати як третя (бустерна) доза, яка вводиться за 8 тижнів після введення другої дози вакцини «Soberana 02». Вивчається можливість застосування вакцини «Soberana Plus» як самостійної вакцини, яка вводиться одноразово, та забезпечує імунний захист за тиждень після введення.

### Ефективність
за даними клінічних досліджень ефективність вакцини «Soberana Plus» при застосуванні як бустера вакцини «Soberana 02», складає 91,2 %.

## Клінічні дослідження

### Бустерна доза
«Soberana Plus» вивчалася як бустерна доза після введення вакцини «Soberana 02».

### Одноразова вакцина
| Фаза | Реєстраційний номер                                           | Реєстраційний номер | Кількість учасників | Кількість учасників | Кількість учасників | Вік учасників |
| Фаза | Посилання                                                     | Дата                | Всього              | Вакцина             | Контрольна група    | Вік учасників |
| ---- | ------------------------------------------------------------- | ------------------- | ------------------- | ------------------- | ------------------- | ------------- |
| I    | RPCEC00000349 [Архівовано 17 вересня 2021 у Wayback Machine.] | 2021-01-05          | 30                  | 30                  | 0                   | 18-55 років   |
| IIa  | RPCEC00000366 [Архівовано 15 квітня 2021 у Wayback Machine.]  | 2021-04-09          | 20                  | 20                  | 0                   | 19-80 років   |
| IIb  | RPCEC00000366 [Архівовано 15 квітня 2021 у Wayback Machine.]  | 2021-04-09          | 430                 |                     | Плацебо-контроль    | 19-80 років   |

## Схвалення
20 серпня 2021 року Куба схвалила «Soberana Plus» як бустер для вакцини «Soberana 02».